# غريغ هيل
غريغ هيل (13 سبتمبر 1972 بكانتربيري في المملكة المتحدة - )  (بالإنجليزية: Greg Hill)‏ هو لاعب كريكت بريطاني. لعب مع Devon County Cricket Club ‏.

## وصلات خارجية
- غريغ هيل على موقع إي آس بي آن كريك إنفو (الإنجليزية)